# Registro de imagem

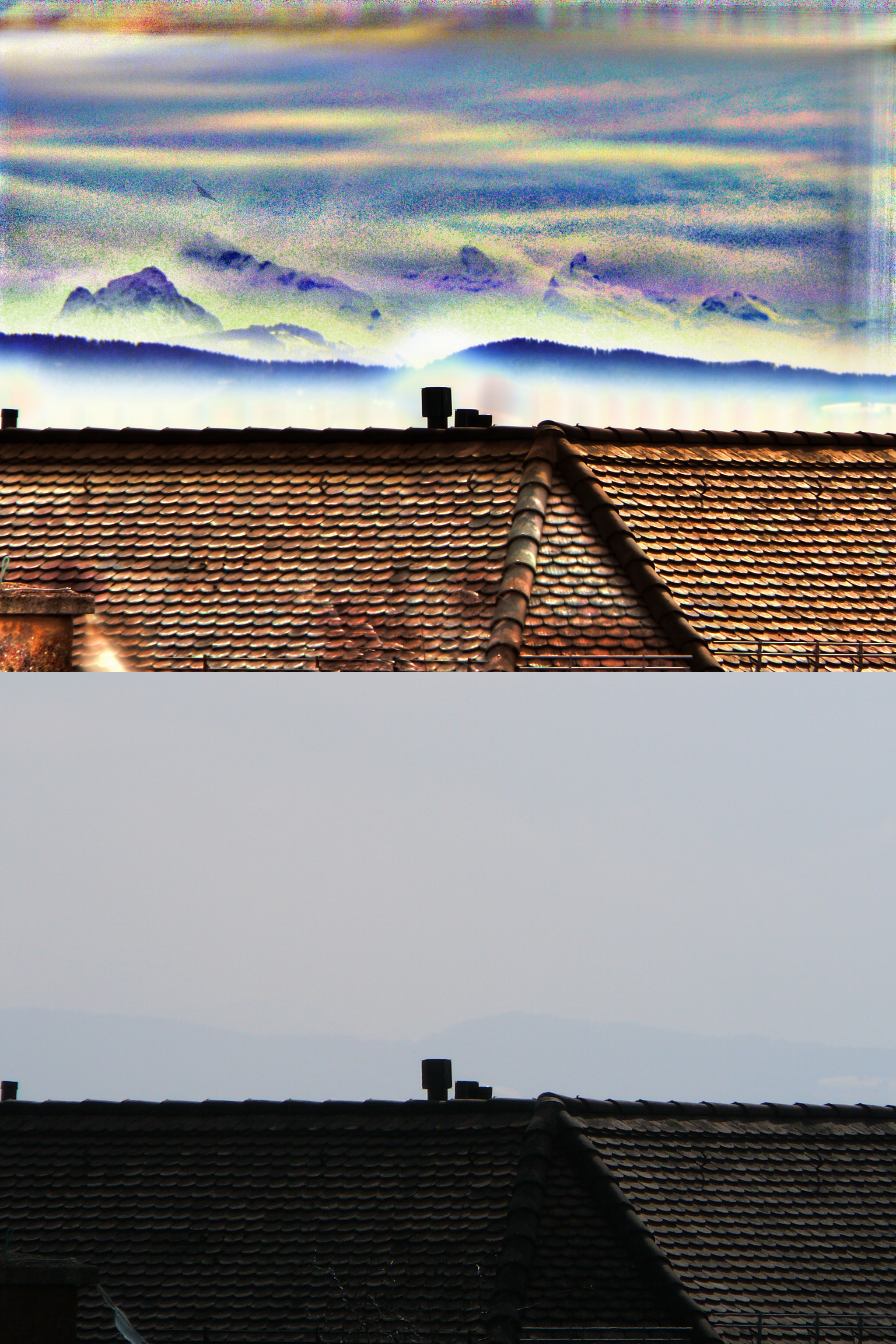
Registrando-se e somando múltiplas exposições de uma mesma cena melhora a relação sinal/ruído, permitindo ver coisas antes impossíveis de serem vistas.

Registro de imagem(pt-BR) ou registo de imagem(pt-PT?) é o processo de transformação de diferentes conjuntos de dados em um sistema de coordenadas. Os dados podem ser várias fotografias, dados de diferentes sensores, de diferentes épocas, ou a partir de diferentes pontos de vista. É usado em visão computacional, imagens médicas, reconhecimento automático de alvos nas aplicações militares, e compilação e análise de imagens e dados de satélites. O registro é necessário para poder comparar ou integrar os dados obtidos a partir dessas medições diferentes.